# Campeonato Mundial de Tiro con Arco al Aire Libre de 1989
El XXXV Campeonato Mundial de Tiro con Arco al Aire Libre se celebró en Lausana (Suiza) entre el 2 y el 8 de julio de 1989 bajo la organización de la Federación Internacional de Tiro con Arco (FITA) y la Federación Suiza de Tiro con Arco.

## Medallistas

### Masculino
| Evento                  | Oro                                                       | Plata                                                   | Bronce                                                    |
| ----------------------- | --------------------------------------------------------- | ------------------------------------------------------- | --------------------------------------------------------- |
| Arco recurvo individual | Stanislav Zabrodsky URSS                                  | Steven Hallard Reino Unido                              | Tomi Poikolainen · Finlandia                              |
| Arco recurvo por equipo | Vladimir Yesheyev Vadim Shikarev Stanislav Zabrodsky URSS | Jay Barrs Allen Rasor Christopher Yeoman Estados Unidos | Lee Hueng-Seop Park Jae-Pyo Yang Chang-Hoon Corea del Sur |

### Femenino
| Evento                  | Oro                                                      | Plata                                                     | Bronce                                                             |
| ----------------------- | -------------------------------------------------------- | --------------------------------------------------------- | ------------------------------------------------------------------ |
| Arco recurvo individual | Kim Soo-Nyung Corea del Sur                              | Kim Kyung-Wook Corea del Sur                              | Denise Parker Estados Unidos                                       |
| Arco recurvo por equipo | Kim Soo-Nyung Park Mi-Kyung Wang Hee-Kyung Corea del Sur | Christa Bäckman · Petra Ericsson · Jenny Sjöwall · Suecia | Liudmila Arzhannikova Majlujanum Murzayeva Yelena Tutachikova URSS |

## Medallero
| Núm. | País           | Oro | Plata | Bronce | Total |
| ---- | -------------- | --- | ----- | ------ | ----- |
| 1    | Corea del Sur  | 2   | 1     | 1      | 4     |
| 2    | URSS           | 2   | 0     | 1      | 3     |
| 3    | Estados Unidos | 0   | 1     | 1      | 2     |
| 4    | Reino Unido    | 0   | 1     | 0      | 1     |
| 4    | Suecia         | 0   | 1     | 0      | 1     |
| 6    | Finlandia      | 0   | 0     | 1      | 1     |
|      | TOTAL          | 4   | 4     | 4      | 12    |